# توازن كيميائي

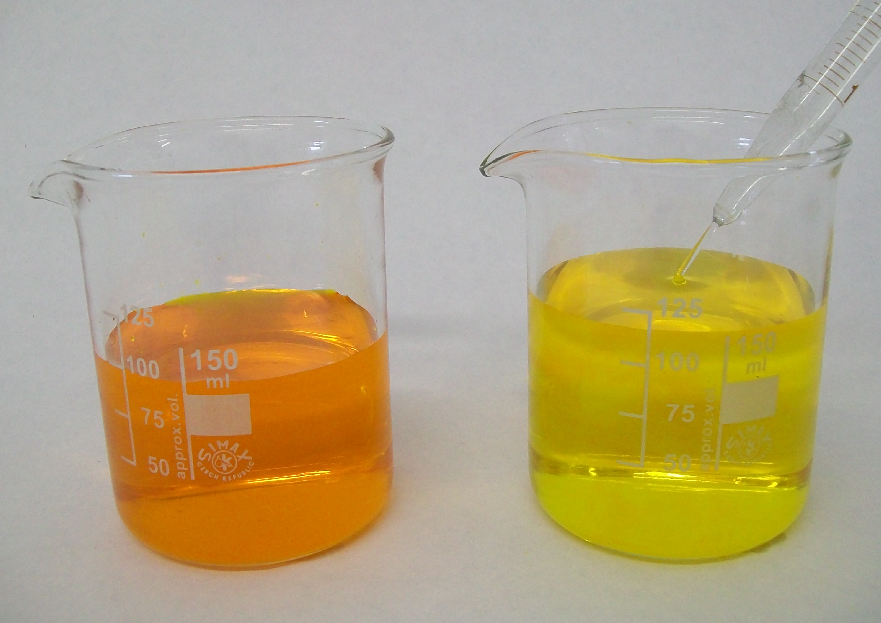
توازن ثاني الكرومات

في أي عملية كيميائية يعرف التوازن الكيميائي (ملاحظة 1) بأنه الحالة التي لا يحدث فيها تغيرات بالنسبة للتفاعلات الكيميائية أو لتراكيز المواد المتفاعلة والمواد الناتجة؛ بما معناه عدم وجود تغير ملحوظ في النظام بعد فترة زمنية.
ينشأ التوازن الكيميائي عندما تكون سرعة التفاعل في الاتجاه المباشر مساوية لمقابلتها في الاتجاه المعاكس، وهذا نجده مثلا في التفاعلات العكوسة. هذا لا يعني أن سرعة التفاعل أصبحت تساوي صفرا وإنما فقط تكون سرعة التفاعل في الاتجاه المباشر مساوية لسرعة التفاعل العكسي؛ ويعبر عن ذلك بأن الجملة في حالة توازن ميكانيكي (توازن حركي). ويستخدم في وصف تفاعل متوازن أو عكوسي سهمين بين المواد الداخلة في التفاعل والمواد الناتجة.
ويعتبر التوازن الكيميائي أحد الشروط لتحقيق توازن ديناميكي حراري. وهو أساسي لتحقيق قانون حفظ الطاقة والكتلة.
كيمياء التوازن هي فرع من الكيمياء معني بأنظمة في التوازن الكيميائي.

## التعبير الرياضي
بافتراض التفاعل العكوس، وهنا نستخدم سهمين بين المواد الداخلة في التفاعل والمواد الخارجة من التفاعل، كما أشرنا أعلاه:
{\displaystyle \alpha A+\beta B\rightleftharpoons \sigma S+\tau T}
تكون سرعة التفاعل المباشر
{\displaystyle {\mbox{R1}}=k_{+}{A}^{\alpha }{B}^{\beta }\,\!}
وسرعة التفاعل العكسي
{\displaystyle {\mbox{R2}}=k_{-}{S}^{\sigma }{T}^{\tau }\,\!}
حيث:
كميات المواد A, B, S , T المشتركة في التفاعل،
k+ و k− ثابت سرعة التفاعل المباشر وبالتالي ثابت التفاعل العكسي:
عند تساوي السرعتين، تكون:
R1=R2
{\displaystyle k_{+}\left\{A\right\}^{\alpha }\left\{B\right\}^{\beta }=k_{-}\left\{S\right\}^{\sigma }\left\{T\right\}^{\tau }\,}
يُعبر عن النسبة بين ثوابت سرعة التفاعل بثابت التوازن:
{\displaystyle K={\frac {k_{+}}{k_{-}}}={\frac {\{S\}^{\sigma }\{T\}^{\tau }}{\{A\}^{\alpha }\{B\}^{\beta }}}}

## اقرأ أيضا
| - إنتاج اليوريا صناعيا - مخطط أرهينيوس - معامل بولتزمان - تفاعل كيميائي - تفاعل ناشر للحرارة - تفاعل يمتص الحرارة - تفاعل الثرميت - تفاعل أكسدة-اختزال | - اختزال - نظرية تحول الحالة - معادلة أرينيوس - فاعلية كيميائية - قانون فاعلية الكتلة - توازن بودوارد - مبدأ مانح-مستقبل - مانح بروتون - تفاعل نووي |  |

## هوامش
- (ملاحظة 1) التوازن الكيميائي أو الاتزان الكيميائي يقابلها (بالإنجليزية: Chemical equilibrium)‏